# Miyoko Hirose
Miyoko Hirose (em japonês:  広瀬 美代子; Kōbe, 5 de março de 1959) é uma ex-jogadora de voleibol do Japão que competiu nos Jogos Olímpicos de 1984.
Em 1984, ela fez parte da equipe japonesa que conquistou a medalha de bronze no torneio olímpico, no qual atuou em três partidas.